# Imma torophracta
Imma torophracta är en fjärilsart som beskrevs av Edward Meyrick 1935. Imma torophracta ingår i släktet Imma och familjen Immidae. Inga underarter finns listade i Catalogue of Life.